# 테사 톰슨
테사 톰슨(영어: Tessa Thompson, 1983년 10월 3일 ~ )은 미국의 배우, 음악가이다. 2002년 셰익스피어 연극 《템페스트》의 아리엘 역으로 연기자로 데뷔하였고, 2005년 TV 드라마 《베로니카 마스》 시즌2의 재키 역으로 알려졌다. 이후 영화 《미시시피 댐드》, 《셀마》, 《캠퍼스 오바마 전쟁》, 《크리드》에 출연했다. 《토르: 라그나로크》를 시작으로 마블 시네마틱 유니버스 작품에서 발키리 역을 맡고 있다.

## 생애와 경력
1983년 로스앤젤레스에서 태어났고, 뉴욕 브루클린에서 성장했다. 아버지 마크 앤서니 톰슨은 아프리카계 파나마인으로, '초콜릿 지니어스(Chocolate Genius)'라는 이름으로 활동한 가수였다. 그리고 어머니는 멕시코-유럽 혼혈, 외할아버지 바비 라모스는 LA의 지역방송 KTLA 방송국에서 멕시코계 미국인으로선 최초로 자신의 이름을 건 쇼를 진행한 방송인이었다.
2002년 로스앤젤레스 여성 셰익스피어 컴퍼니의 템페스트 프로덕션을 통해 처음 연기를 접하게 되었고, 2003년 연극 《로미오와 줄리엣》에서 주인공 줄리엣을 연기하였다. 2005년 CBS 드라마 《콜드 케이스》에서 1930년대에 살던 레즈비언 빌리라는 단역으로 출연하며 브라운관에 데뷔한다. 같은 해 CW 채널의 인기드라마 《베로니카 마스》에서 조연 격 캐릭터인 재키 쿡으로 고정 출연하게 되면서 이름을 알리게 되었다. 2009년에는 인기 드라마 《히어로즈》 시즌 4에서 투명인간 능력을 지닌 레베카 테일러를 연기했다.
2006년 호러 영화 《낯선 사람에게서 전화가 올 때》를 통해 첫 스크린 데뷔를 한 뒤, 꾸준하게 여러 영화에 캐스팅되었다. 그러나 작품들이 흥행을 하지 못해 큰 존재감을 남기지 못했다. 그러다가 2009년 《미시시피 댐드》와 2010년 《컬러드 걸스》를 시작으로, 흑인 사회를 다룬 작품들에 연이어 출연하게 된다. 마틴 루터 킹 목사의 평화 행진 실화를 극화한 《셀마》에서는 인권운동을 주도한 인물 다이앤 내시 역을, 《캠퍼스 오바마 전쟁》에서는 대학 캠퍼스 내에서의 인종차별과 맞서는 주인공 샘 화이트 역을 연기하였다. 이러한 경력은 2015년 라이언 쿠글러 감독의 《크리드》에서 정점을 찍는다. 록키 시리즈의 스핀오프인 이 작품에서 톰슨은 주인공 크리드의 연인 비앙카 역으로 출연해 로맨스 연기를 보여주었다. 특히 극중 가수인 비앙카 캐릭터에 맞춰 인상적인 보컬 연기를 선보였다.
2016년에는 HBO 드라마 《웨스트월드: 인공지능의 역습》에서 회사 이사회의 대리인 샬럿 헤일 역으로 출연했다. 2016년 마블 시네마틱 유니버스 영화 《토르: 라그나로크》에서 슈퍼히어로 발키리 역으로 캐스팅되었고, 같은 역으로 《어벤져스: 엔드게임》에도 출연하였다.

## 출연작 목록

### 영화
| 연도 | 제목                         | 원제                         | 배역                 | 비고          |
| ---- | ---------------------------- | ---------------------------- | -------------------- | ------------- |
| 2006 | 낯선 사람에게서 전화가 올 때 | When a Stranger Calls        | 스칼렛               |               |
| 2006 | 사라의 마녀입문              | The Initiation of Sarah      | 에즈메               | 텔레비전 영화 |
| 2008 | 메이크 해픈                  | Make It Happen               | 다나                 |               |
| 2008 | 휴먼 컨트랙트                | The Human Contract           | 웨이트리스           |               |
| 2009 | 미시시피 댐드                | Mississippi Damned           | 카리 피터슨          |               |
| 2010 | 에브리데이 블랙 맨           | Everyday Black Man           | 클레어               |               |
| 2010 | 우아한 시체                  | Exquisite Corpse             | 리즈                 |               |
| 2010 | 컬러드 걸스                  | For Colored Girls            | 닐라 애드로즈        |               |
| 2011 | 주위                         | Periphery                    | 케이틀린             |               |
| 2011 | 레드 앤 블루 마블스          | Red & Blue Marbles           | 베카                 |               |
| 2012 | 13층의 살인                  | Murder on the 13th Floor     | 니아 파머            |               |
| 2013 | 자동차                       | Automotive                   | 매기                 |               |
| 2014 | 캠퍼스 오바마 전쟁           | Dear White People            | 샘 화이트            |               |
| 2014 | 그랜섬 앤 로즈               | Grantham & Rose              | 월리스               |               |
| 2014 | 포인츠 오브 오리진           | Points of Origin             | 로즈메리             | 단편 영화     |
| 2014 | 셀마                         | Selma                        | 다이앤 내시          |               |
| 2015 | 크리드                       | Creed                        | 비앙카 테일러        |               |
| 2016 | 워 온 에브리원               | War on Everyone              | 재키 홀리스          |               |
| 2016 | 소금물                       | Salt Water                   | 브릿                 |               |
| 2017 | 사우스다코타                 | South Dakota                 | 크리스               |               |
| 2017 | 토르: 라그나로크             | Thor: Ragnarok               | 발키리               |               |
| 2018 | 쏘리 투 보더 유              | Sorry to Bother You          | 디트로이트           |               |
| 2018 | 서던 리치: 소멸의 땅         | Annihilation                 | 조시 래덱            |               |
| 2018 | 펄로                         | Furlough                     | 그것                 |               |
| 2018 | 두 여자                      | Little Woods                 | 올리                 |               |
| 2018 | 더티 컴퓨터                  | Dirty Computer               | 젠                   | 단편 영화     |
| 2018 | 크리드 2                     | Creed II                     | 비앙카 테일러        |               |
| 2019 | 브레이브 걸 라이징           | Brave Girl Rising            | 나스로 (목소리 출연) | 단편 영화     |
| 2019 | 어벤져스: 엔드게임           | Avengers: Endgame            | 발키리               |               |
| 2019 | 맨 인 블랙: 인터내셔널       | Men in Black: International  | M 요원 / 몰리 라이트 |               |
| 2019 | 비트윈 투 펀스: 투어 스페셜  | Between Two Ferns: The Movie | 본인                 |               |
| 2019 | 레이디와 트램프              | Lady and the Tramp           | 레이디 (목소리 출연) |               |
| 2020 | 실비스 러브                  | Sylvie's Love                | 실비                 |               |
| 2021 | 패싱                         | Passing                      | 아이린 레드필드      |               |
| 2022 | 토르: 러브 앤 썬더           | Thor: Love and Thunder       | 발키리               |               |
| 2023 | 크리드 3                     | Creed III                    | 비앙카 테일러        |               |

### 텔레비전 드라마
| 연도      | 제목                 | 원제              | 배역                                   | 비고                                            |
| --------- | -------------------- | ----------------- | -------------------------------------- | ----------------------------------------------- |
| 2005      | 콜드 케이스          | Cold Case         | 윌헬미나 "빌리" 두셋                   | "Best Friends" 에피소드 출연                    |
| 2005-06   | 베로니카 마스        | Veronica Mars     | 재키 쿡                                | 시즌2 주연                                      |
| 2006      | 그레이 아나토미      | Grey's Anatomy    | 커밀 트래비스                          | 에피소드 2회분 출연                             |
| 2007      | 히든 팜스            | Hidden Palms      | 니키 반스                              | 주연                                            |
| 2008      | 라이프               | Life              | 라이자                                 | "Trapdoor" 에피소드 출연                        |
| 2009      | 멘탈                 | Mental            | 레이니 제퍼슨                          | "Lines in the Sand" 에피소드 출연               |
| 2009      | 프라이빗 프랙티스    | Private Practice  | 조이                                   | 에피소드 2회분 출연                             |
| 2009      | 히어로즈             | Heroes            | 레베카 테일러                          | 에피소드 3회분 출연                             |
| 2009      | 쓰리 리버스          | Three Rivers      | 퍼넬러피 커클                          | "A Roll of the Dice" 에피소드 출연              |
| 2010      | 블루 벨              | Blue Belle        | 블루                                   | 주연                                            |
| 2010-11   | 디트로이트 1-8-7     | Detroit 1-8-7     | 로런 워싱턴                            | 에피소드 3회분 출연                             |
| 2011      | 오프 더 맵           | Off the Map       | 시드니                                 | "A Doctor Time Out" 에피소드 출연               |
| 2011      | 리졸리 앤 아일스     | Rizzoli & Isles   | FBI 요원 애나 패럴                     | "He Ain't Heavy, He's My Brother" 에피소드 출연 |
| 2012-13   | 666 파크 애비뉴      | 666 Park Avenue   | 로라 해리슨 / 사샤 도런                | 에피소드 5회분 출연                             |
| 2012-13   | 카퍼                 | Copper            | 세라 프리먼                            | 주연                                            |
| 2016      | 보잭 홀스맨          | BoJack Horseman   | 타니샤 (목소리 출연)                   | 시즌3 〈사랑 그리고/또는 결혼〉편 출연          |
| 2016-2022 | 웨스트월드           | Westworld         | 샬럿 헤일 / 돌로레스 애버내시 / 앤절라 | 주연                                            |
| 2018      | 포틀랜디아           | Portlandia        | 베일리                                 | "Rose Route" 에피소드 출연                      |
| 2018      | 친애하는 백인 여러분 | Dear White People | 리키 카터                              | 에피소드 2회분 출연                             |
| 2019      | 투카 앤 버티         | Tuca & Bertie     | 소피 블랙 (목소리 출연)                | 〈섹스 벌레〉편 출연                            |
| 2019      | 드렁크 히스토리      | Drunk History     | 어사 키트                              | "Fame" 에피소드 출연                            |